# Hugo Cid
Hugo Cid Sánchez (Acultzingo, 3 luglio 1991) è un ex calciatore messicano, di ruolo difensore.

## Carriera
Ha iniziato a giocare nella quarta divisione messicana con i Delfines de la Universidad del Golfo de México (UGM), trascorrendo per due stagioni nella Tercera División. Successivamente si è trasferito agli Albinegros de Orizaba, formazione della seconda divisione messicana, dove trascorse due anni nelle giovanili, senza venire mai impiegato in prima squadra. Poco dopo, ha firmato con il La Piedad, altro club della seconda divisione messicana. Qui riesce a vincere l'Apertura 2012, che garantisce la promozione nella massima serie messicana al club.
Nell'estate del 2013, si è accasato al Veracruz, che aveva acquisto il titolo sportivo del La Piedad. Il 20 luglio successivo ha esordito in campionato nel pareggio per 2-2 contro il Chiapas, durante la stagione viene spesso impiegato, ma poi ha perso gradualmente il suo posto in squadra. Il 6 maggio 2016 realizza la sua prima rete nella massima serie messicana nella sconfitta per 1-2 contro il Monarcas Morelia, vincendo nella stessa stagione la Clausura 2016 della Copa MX.

## Statistiche

### Presenze e reti nei club
Statistiche aggiornate al 29 dicembre 2021.
| Stagione         | Squadra          | Campionato       | Campionato | Campionato | Coppe nazionali | Coppe nazionali | Coppe nazionali | Coppe continentali | Coppe continentali | Coppe continentali | Altre coppe | Altre coppe | Altre coppe | Totale | Totale |
| Stagione         | Squadra          | Comp             | Pres       | Reti       | Comp            | Pres            | Reti            | Comp               | Pres               | Reti               | Comp        | Pres        | Reti        | Pres   | Reti   |
| ---------------- | ---------------- | ---------------- | ---------- | ---------- | --------------- | --------------- | --------------- | ------------------ | ------------------ | ------------------ | ----------- | ----------- | ----------- | ------ | ------ |
| 2011-2012        | La Piedad        | AMX              | 10         | 1          | CM              | 8               | 0               |                    | -                  | -                  |             | -           | -           | 18     | 1      |
| 2012-2013        | La Piedad        | AMX              | 19         | 0          | CM              | 0               | 0               |                    | -                  | -                  |             | -           | -           | 19     | 0      |
| Totale La Piedad | Totale La Piedad | Totale La Piedad | 29         | 1          |                 | 8               | 0               |                    | -                  | -                  |             | -           | -           | 37     | 1      |
| 2013-2014        | Veracruz         | LMX              | 21         | 0          | CM              | 8               | 1               |                    | -                  | -                  |             | -           | -           | 29     | 1      |
| 2014-2015        | Veracruz         | LMX              | 4          | 0          | CM              | 11              | 0               |                    | -                  | -                  |             | -           | -           | 15     | 0      |
| 2015-2016        | Veracruz         | LMX              | 15         | 1          | CM              | 12              | 3               |                    | -                  | -                  |             | -           | -           | 27     | 4      |
| 2016-2017        | Veracruz         | LMX              | 11         | 0          | CM              | 3               | 0               |                    | -                  | -                  | SM          | 1           | 0           | 15     | 0      |
| 2017-2018        | Veracruz         | LMX              | 4          | 0          | CM              | 7               | 0               |                    | -                  | -                  |             | -           | -           | 11     | 0      |
| lug.-dic. 2018   | Veracruz         | LMX              | 0          | 0          | CM              | 3               | 0               |                    | -                  | -                  |             | -           | -           | 3      | 0      |
| Totale Veracruz  | Totale Veracruz  | Totale Veracruz  | 55         | 1          |                 | 44              | 4               |                    | -                  | -                  |             | 1           | 0           | 100    | 5      |
| Totale carriera  | Totale carriera  | Totale carriera  | 84         | 2          |                 | 52              | 4               |                    | -                  | -                  |             | 1           | 0           | 137    | 6      |

## Palmarès

### Club

#### Competizioni nazionali
- Ascenso MX: 1

La Piedad: Apertura 2012
- Copa MX: 1

Veracruz: Clausura 2016